# Batalha de Lützen (1632)
A Batalha de Lützen (1632) foi uma decisiva batalha travada durante a Guerra dos Trinta Anos, na proximidade da povoação alemã de Lützen. A batalha colocou frente a frente tropas protestantes (a maioria suecos) e católicas (a maioria romano-germânicos). A batalha terminou praticamente empatada, embora os protestantes tenham sido considerados vencedores, dado terem conseguido o domínio do campo de batalha após a contenda. Todavia, ambos os lados sofreram pesadas perdas e os dois líderes dos exércitos foram mortos (mais notavelmente o rei Gustavo II Adolfo da Suécia).